# 富山県道114号青木吉原線
富山県道114号青木吉原線（とやまけんどう114ごう あおきよしわらせん）は富山県下新川郡入善町内を通る一般県道である。

## 概要

### 路線データ
- 起点：富山県下新川郡入善町一宿（富山県道111号大家庄上飯野線交点）
- 終点：富山県下新川郡入善町吉原（富山県道113号吉原入善線交点）
- 実延長：5,900m

## 沿革
- 1960年（昭和35年）4月23日 - 認定[1]

## 地理

### 通過する自治体
- 富山県下新川郡入善町

### 接続する道路
- 富山県道111号大家庄上飯野線（起点：一宿交差点）
- 富山県道150号魚津入善線（青木交差点）
- 富山県道117号上飯野入善停車場線（入善町青木）
- 国道8号（青木（東）交差点）
- 富山県道2号魚津生地入善線（目川交差点）
- 富山県道113号吉原入善線（終点：入善町吉原、「吉原二区公民館」南西）

### 周辺
- 北陸自動車道 入善スマートインターチェンジ
- 入善町立上青小学校

## その他
- 路線名の「青木」は、起点付近の旧自治体名（富山県下新川郡青木村）に由来する。